# Dunia Engine
Dunia Engine es un motor de videojuegos interno de Ubisoft, utilizado en la saga Far Cry desde Far Cry 2. La palabra "Dunia" viene del árabe y significa "mundo" o "tierra". El último juego basado en este motor es Far Cry 6, un shooter en primera persona en un mundo abierto de Ubisoft Toronto.

## Desarrollo
En julio de 2007, la compañía anunció oficialmente que Ubisoft desarrollaría el juego Far Cry 2 basado en el nuevo Dunia Engine. Solo el dos o tres por ciento de CryEngine 1 se reutilizará en el motor Dunia, según una entrevista con el gerente de productos sénior Michiel Verheijdt. El 4 de enero de 2008, Ubisoft también anunció una versión de Xbox 360 y PlayStation 3 del juego para publicar. El juego se lanzó en Europa el 24 de octubre de 2008 para Windows, PlayStation 3 y Xbox 360. El 5 de noviembre de 2008, se lanzó un parche con motor parcialmente mejorado.

## Características
El motor Dunia tiene muchas características, entre ellas:
- Soporte para consolas de juegos, como Xbox One de Microsoft y PlayStation 4
- Ambientes destructibles
- Clima dinámico
- Propagación dinámica del fuego (influenciada por el sistema meteorológico)
- Vegetación dinámica (incluido el crecimiento y la descendencia de las plantas)
- Ciclos diurnos y nocturnos
- Sistema de sonido dinámico
- IA sin guion
- Iluminacion global
- Uso de amBX para efectos especiales

Dunia Engine puede ejecutarse tanto en Windows Vista en DirectX 10, como en DirectX 9. Dunia Engine requiere menos hardware que CryEngine 2, un motor de juego similar desarrollado por Crytek.

## Juegos que usan el motor gráfico
- Far Cry 2 (2008; Windows, PlayStation 3, Xbox 360)
- Far Cry 3 (2012; Windows, PlayStation 3, Xbox 360)
- Far Cry 3: Blood Dragon (2013; Windows, PlayStation 3, Xbox 360)
- Far Cry 4 (2014; Windows, PlayStation 4, PlayStation 3, Xbox One, Xbox 360)
- Far Cry Primal (2016; Windows, PlayStation 4, Xbox One)
- Far Cry 5 (2018; Windows, PlayStation 4, Xbox One)
- Far Cry New Dawn (2019; Windows, PlayStation 4, Xbox One)[3]
- Far Cry 6 (2021; Windows, Playstation 4, Xbox One)